# Triepeolus rufithorax
Triepeolus rufithorax là một loài Hymenoptera trong họ Apidae. Loài này được Graenicher mô tả khoa học năm 1928.